# Felosa-de-tuamotu
Felosa-de-tuamotu (Acrocephalus atyphus) é uma espécie de ave da família Acrocephalidae. Apenas pode ser encontrada na Polinésia Francesa.